# Fernand Aubier
 (avril 2024).
Si vous disposez d'ouvrages ou d'articles de référence ou si vous connaissez des sites web de qualité traitant du thème abordé ici, merci de compléter l'article en donnant les références utiles à sa vérifiabilité et en les liant à la section « Notes et références ».
Fernand Aubier (Saint-Savin, 1876 - Paris, 1961), romancier, est surtout connu comme le fondateur et directeur des Éditions Aubier-Montaigne, créées en 1924, puis cédées aux éditions Flammarion en 1975.

## Biographie

### Origines et formation
Marie Marc Fernand Aubier voit le jour le 26 décembre 1876 à Saint-Savin (Vienne), de Louis Désiré Aubier, marchand à Saint-Savin, et de Blanche-Rosalie-Augustine-Elisabeth Moiny. Fernand Aubier est destiné par sa famille à la prêtrise , est envoyé au petit séminaire de Saint-Gaultier dans l'Indre, puis au grand séminaire de Bourges. En rupture avec l’Église et sa famille, le jeune Aubier quitte le séminaire pour monter à Paris, où il obtient une licence de lettres en 1897 à l'Institut catholique  et prépare, sans succès, l'agrégation de lettres en Sorbonne. Il ne retrouvera le chemin de la foi qu'à la mort de sa mère.
Le 10 avril 1911, il épouse à Paris Marguerite (Suzanne) Mille, avocate à la Cour d'appel de Paris. La presse se fait l'écho de cette union à laquelle assistent des parlementaires, des membres du barreau de Paris, des écrivains et hommes de lettres, des membres du conseil de l’Ordre du Grand Orient de France, des notabilités du tout Paris (politiques, arts et lettres), des représentants du Syndicat des pharmaciens de France. Il faut dire que Fernand Aubier est fraîchement auréolé du Prix Montyon de l'Académie française, mais que Marguerite Mille, surtout, est une personne en vue depuis son serment prêté en 1906. La jeune femme, émule de Jeanne Chauvin, compte parmi les premières femmes françaises (après Olga Petit et Jeanne Chauvin) à avoir revêtu la robe d'avocat et pu plaider. Enfin, elle est la fille d'Arthur Mille, député socialiste de l’Allier, pharmacien influent à Moulins, Vichy puis Paris, qui a fait fortune grâce au développement des « lithinés du docteur Gustin », spécialité pharmaceutique contre la goutte très populaire au XXe siècle. Président du Syndicat des pharmacies commerciales, Arthur Mille possédait des laboratoires pharmaceutiques, dont il confia l'administration à son gendre, Fernand Aubier, de 1910 à 1923. Cette activité de direction conféra à Aubier, auteur de romans populaires, l'assise financière suffisante pour se lancer dans le fluctuant métier de l'édition.

### Le romancier
Entre 1901 et 1914, Fernand Aubier est un romancier prolifique qui signe, chaque année, un voire deux romans populaires. Il s'agit de romans d'analyse aux titres plutôt légers, faisant la part belle à la psychologie, aux mœurs provinciales et aux passions. Largement autobiographique, son premier roman, Hors de l’envoûtement, paru chez Stock en 1901, comporte un aspect anticlérical ou tout du moins critique envers l'institution ecclésiastique: Robert, le protagoniste, croyant et séminariste, se heurte aux argumentations dogmatiques des sulpiciens chargés de l'enseignement ainsi qu'à l'envoûtement, à l'emprise qu'exercent ces derniers sur les élèves-prêtres. Écœuré par l'institution et tenté tant par le monde que par l'amour de Fernande, Robert brise l'envoûtement, rejette la soutane et s'évade du séminaire. Fernand Aubier se tournera ensuite vers des romans d'amour: Jusqu’où elles flirtent ! Roman d’amours anglaises (1907, Méricant), Monseigneur le Bien-aimé (1908, Méricant), Képis à trois ponts (1908, Méricant), Amour sacré (1909, Méricant), Au bonheur des hommes (1909, Méricant), Belle et sans dot (1910, Méricant), Trois filles à marier ! (1910, Hachette, prix Montyon), La piste hallucinante (1913, Méricant). Aubier signe quelques derniers succès en 1924 (C’est Vénus toute entière, Albin-Michel) et 1925 (Le galant gynécologue: Roman satirique, éd. Montaigne, traduit en allemand et publié à Vienne en 1926). Il publie également sous le pseudonyme de Jean Gravigny de la littérature plus légère: Séquestrée, Après la lune de miel, Au pays de Tendre, Les dernières bacchantes, roman d'amours antiques, Abbés galants et libertins, Pour vivre heureux, Montmartre en 1925... Entre 1910 et 1914, il signe également des chroniques, de brefs récits et des romans-feuilletons dans les revues et journaux Floréal, Le Gaulois, L'Aurore ou La Lanterne.

### L'éditeur
Mais Fernand Aubier est surtout un fin lettré décrit comme courtois, érudit et autodidacte, dont la curiosité trouve son expression dans la fondation d'une maison d'édition: les éditions Montaigne. Fervent lecteur de Montaigne et des humanistes, Aubier place sa maison d'édition, située au 13 du Quai Conti (6e arrondissement), au fond d'une impasse, "entre la Monnaie et l'Institut", comme il aimait à le répéter plaisamment, sous les auspices de Montaigne dont il adopte la devise du "gay sçavoir: "Je ne fais rien sans gaieté". La maison est officiellement fondée le 19 septembre 1924. Aubier, le romancier à succès, recrutera ses premiers auteurs dans les milieux littéraires et mondains qu'il connaît: il publie ainsi Willy (écrivain), Fernand Divoire, le satiriste populaire Georges de la Fouchardière, l'auteur de romans et de pièces populaires Charles Foleÿ. Aubier parvient également à obtenir la publication des œuvres complètes de Pierre Louÿs, s'attirant du même coup les foudres d'Albin-Michel, ainsi qu'un droit exclusif sur la publication de Bernard Shaw en français (1928). Aubier lance par ailleurs une collection "Textes rares et inédits" dans le cadre de laquelle il publie Renan, Malebranche, Talma, George Sand, Sainte-Beuve, Mirabeau, Frédéric Soret, Luther, le Roman de la Rose de Guillaume de Lorris et Jean de Meun, la Saga de Grettir, Parzifal de W. von Eschenbach etc. Par ces "succès de prestige", la maison Montaigne, "moyenne entreprise d'édition" comparée aux poids lourds que sont Grasset, Gallimard ou Albin-Michel, se profile comme une entreprise soucieuse de cultiver une certaine "image de marque".
 Comme le souligne très justement Valérie Tesnière, "cette situation géographique (entre la Monnaie de Paris et l'Académie française) est tout un programme: à court terme, F. Aubier publie des ouvrages de vente aisée, parfois au parfum de scandale, et assure ainsi sa trésorerie ; à long terme, il édite des œuvres plus ambitieuses" .
En 1928, le succès commercial de Un Mois chez les filles de Maryse Choisy, roman d'investigation documentaire au cœur des maisons closes, confère à l'éditeur les finances nécessaires pour lancer une collection plus exigeante : la collection bilingue des classiques germaniques.

### La Collection bilingue des classiques étrangers
En 1929, Aubier se tourne vers la traduction de classiques étrangers du domaine germanique. Après l'éphémère "Collection littéraire de la Russie nouvelle" (créée sous l'impulsion du militant communiste Jacques Sadoul (homme politique)), Fernand Aubier, qui n'est pas germaniste de formation, mais un érudit ayant appris en autodidacte l'allemand, l'anglais, l'italien et l'espagnol, confie à Henri Lichtenberger, germaniste renommé en poste en Sorbonne depuis 1914, figure saillante de la germanistique française et des relations franco-allemandes, la direction de cette nouvelle collection qui sera désormais indissociablement liée au nom d'Aubier-Montaigne. Le lancement de cette collection intervient dans un contexte historique plutôt propice aux échanges franco-allemands, avec la détente et la réconciliation amorcées par l'ère Briand-Stresemann (et le fameux "esprit Locarno"), l'entrée de l'Allemagne dans la Société des Nations, la signature du pacte Briand-Kellogg (février 1928), l'adoption du plan Young et le développement de différentes institutions sous les auspices de la SDN (dont la CICI et l'IICI).

Aubier, "un littéraire qui aime lire dans le texte les auteurs grecs et latins", entend faire pour la littérature de langue allemande ce que font les éditions Budé depuis 1919 pour la littérature antique, et plus encore: car il s'agit non seulement d'"apporter des instruments de travail adaptés à une conception élargie de l’apprentissage des langues", mais aussi de "fournir aux élites intellectuelles, dont la formation universitaire n’aura pas été exclusivement germaniste (ingénieurs, hauts fonctionnaires, journalistes… en relation avec l’Allemagne), les moyens d’une compréhension plus complète de leur action outre-Rhin, par la saisie des données culturelles allemandes." C'est dans ce sens qu'il faut comprendre la profession de foi rédigée par le germaniste Robert Pitrou, en poste à l'université de Bordeaux, qui seconde Henri Lichtenberger dans le développement de la collection:

" Découvrir les grands écrivains du XIXe et XXe siècles, lancer Schnitzler ou les frères Mann, c’est parfait. Mais persisterons-nous à ignorer les plus grands ? Dans une réunion de Français cultivés, combien en trouverez-vous qui aient lu d’autres œuvres goethiennes que Faust et Werther, si même ils les ont lus ? Notre ignorance de Goethe et de Schiller est quelque chose d’inimaginable ; ne parlons même pas de Kleist ou de Grillparzer. À quoi tient-elle, cette ignorance ? Quoi qu’on ait dit et écrit, nos élèves, il importe qu’on le constate, savent beaucoup mieux l’allemand qu’autrefois. Ils l’ont assez prouvé pendant la guerre, et ultérieurement en Rhénanie, dans le Palatinat et dans la Sarre. Il s’est formé parmi eux, et tout spécialement parmi les anciens élèves de nos grandes écoles − ingénieurs, officiers, industriels − comme un état-major de gens qui ont su l’allemand, qui ont rapporté du lycée l’essentiel : l’habitude de se repérer dans la phrase allemande. Ils seraient donc à même de lire dans le texte, car ils en ont gardé un souvenir vague, le plus souvent médiocre, avec, cependant, comme un pressentiment de leur considérable valeur : l’âge, la vie, en nous ramenant aux idées générales, nous font tous de plus en plus ‘classiques’. On relirait donc volontiers et Goethe et Schiller ; un beau jour, on essaie. Mais, l’ankylose vient paralyser les meilleurs efforts. Déchiffrer à coups de dictionnaire, cela prend du temps et rebute vite. Il importe de pouvoir lire rapidement. Et M. Pitrou demande pourquoi à ce public intéressant, n’a-t-on jamais offert un texte sûr, avec la traduction en face et quelques notes à la fin du volume. C’est exactement cette tâche que les Editions Montaigne vont maintenant entreprendre. M Henri Lichtenberger, qui a bien voulu diriger nos efforts, nous a évité les inévitables incertitudes du début, et nous pouvons donner maintenant le programme des premiers ouvrages qui vont être publiés parmi les classiques allemands. Chaque ouvrage contient, outre le texte et la traduction, une étude approfondie sur l’auteur, ainsi que sur la pensée et les sources de l’œuvre. La révision et l’annotation du texte allemand, la traduction et la préface sont dues aux meilleurs germanistes de France, pour la plupart professeurs de Faculté."

Par le biais de Henri Lichtenberger, caution scientifique de poids, Fernand Aubier s'attacha les services de nombreux germanistes passés par la Sorbonne et devenus soit professeurs d'Université, soit enseignants de lycée ou classes préparatoires. Les collaborateurs d'Aubier furent: Robert Pitrou, Geneviève Bianquis, Paul Sucher, Maurice Boucher, Joseph-François Angelloz, Jeanne Ancelet-Hustache, Jean-Jacques Anstett, Louis Brun, Henri Buriot-Darsiles, Marcel Camus, Maurice Colleville, Raymond Dhaleine, Pierre Doll, Auguste Ehrard, René Guignard, Hippolyte Loiseau, Léon Mis, Jean Peyraube, André Robert, Isaac-Julien Rouge, Henri Simondet, Walter Thomas, Amédée Vulliod, Albert Spaeth etc.

Le pari d'Aubier était cependant risqué: "la crise économique excluait toute expansion spectaculaire pour une entreprise de taille moyenne, qui avait choisi de surcroît de se distribuer elle-même à la suite de démêlés avec Hachette" . En dépit du succès de prestige de la collection, unanimement saluée dans la presse,les volumes tirés à 3000-4000 exemplaires étaient de fabrication coûteuse et d'écoulement lent - la clientèle scolaire et universitaire ne représentant pas le "grand public". En 1930, Aubier reprit par ailleurs aux éditeurs Emile-Paul frères la Revue d'Allemagne, dirigée par Maurice Boucher, qui devint ainsi un ami fidèle d'Aubier et devait assurer quelques années plus tard, à la mort de Henri Lichtenberger, la direction de la collection des bilingues germaniques. La revue, destinée à une certaine élite intellectuelle cosmopolite, ne fut, là encore, pas un succès commercial, et le déficit s'accrut lorsque l'Ambassade d'Allemagne réduisit en 1931 sa participation financière.

La Collection des classiques étrangers étant réservée aux auteurs du patrimoine germanique tombés dans le domaine public (à quelques rares exceptions près dont Rainer Maria Rilke, Stefan George ou, plus tard encore, Thomas Mann firent partie), Aubier fonda également, à partir de 1931, la collection des "Romans célèbres dans les littératures étrangères" afin de diffuser en traduction (et en format unilingue) des auteurs tels que Heinrich von Kleist, Theodor Fontane, Wilhelm Heinse, Wilhelm Raabe, Gerhart Hauptmann, Otto Ludwig, Frank Thiess, Emil Strauss etc.

### L'année 1934
Fernand Aubier intensifie sa production d'ouvrages à l'adresse d'une clientèle scolaire et universitaire, avec d'une part l'extension de la collection bilingue des classiques étrangers aux domaines anglo-saxon (sous la houlette du spécialiste Louis Cazamian), hispanique et italien, et d'autre part des publications destinées à la jeunesse, qu'il s'agisse de livres d'étrennes (collection « Les heures joyeuses » sous la responsabilité de Georges et Tatiana Rageot) ou de manuels d'enseignement (Encyclopédie de l'enseignement technique, Histoire du travail et de la vie économique), qui ne connaîtront cependant guère de succès (le couple Rageot relancera « Heures joyeuses » pour son propre compte en 1941). Attaché à son image de marque dans le champ de la pédagogie, Aubier ne parvient pas à diversifier sa production et à éditer des ouvrages plus commerciaux.

1934 marque un tournant en direction de l'humanisme au fondement des éditions Montaigne, une nouvelle quête de philosophie, de spiritualité, d'existentialisme chrétien (tout à fait en adéquation avec l'humanisme chrétien de gauche de l'éditeur). Les philosophes Louis Lavelle et René Le Senne lancent avec le concours d'Aubier une collection de textes philosophiques destinée à lutter contre le positivisme scientiste et à promouvoir la recherche métaphysique en France: c'est la fameuse "Philosophie de l'esprit", dans le cadre de laquelle seront édités Hegel (la Phénoménologie de l'esprit, dans la traduction notoire de Jean Hyppolite, 1939), Gabriel Marcel (Homo viator, 1944), Max Scheler, Nicolas Berdiaev ou Jacques Maritain (Humanisme intégral, 1941). En juin 1934, le personnaliste Emmanuel Mounier, fondateur de la revue Esprit (1932), prend contact avec Aubier afin de lancer la collection "Esprit". Jugée peu rentable, cette dernière sera arrêtée chez Montaigne et reprise par Gallimard en 1938. Des jésuites de Fourvière, philosophes spiritualistes catholiques, tels le père Antonin-Gilbert Sertillanges ou le père Auguste Valensin, convainquent enfin Fernand Aubier de publier une série intitulée "Vie intérieure", accueillant des textes de spiritualité contemporaine à l'attention d'un large public. Certains de ces ouvrages remportent un vif succès.

### Disparition et passage de témoin
Ce sont ces ouvrages de philosophie ("Philosophie de l'esprit") et de spiritualité ("Vie intérieure" et "Théologie") qui prennent progressivement le pas sur le fleuron des éditions Montaigne, la collection bilingue, peu rentable. Dans un contexte de récession économique, le nombre de titres de la collection universitaire n'augmente guère, pas plus que sous l'Occupation. La maison vit surtout à cet égard du succès des différents volumes de Goethe et, dans une moindre mesure, de Schiller. Elle adjoint néanmoins en 1941 aux volumes bilingues une collection "Philologie germanique" sous la direction d'Alfred Jolivet et Fernand Mossé.

Fernand Aubier vit entre ses bureaux du quai Conti (où il figure, dans le souvenir de Maurice Boucher, une sorte d'Erasme à son pupitre), son appartement parisien rue de Fleurus et le domaine du Moustier à Esbly-Montry (Seine et Marne), propriété des Mille.En 1956, son fils Jean Aubier (1913-1956) succombe brutalement à un accident vasculaire cérébral. Propriétaire de laboratoires pharmaceutiques comme son père et grand-père paternel, Jean Aubier est lui aussi éditeur: propriétaire de "La Balance", une librairie-atelier rue des Beaux-Arts, Jean Aubier édita et fit relier entre 1947 et 1956 les Encyclopédistes, des ouvrages sur la Révolution française, des livres d'art, mais aussi de la littérature érotique du XVIIIe siècle et des ouvrages de science-fiction. Ami de Picasso, de Francis Ponge, esprit passionné aussi bien par la littérature que par la peinture, l'ethnographie et les arts primitifs, il publia du Tristan Tzara, du Ponge, des poèmes d'André du Bouchet, des œuvres de Michel Leiris et d'André Frénaud. Il est également présent lors de la représentation confidentielle de Le Désir attrapé par la queue de Picasso,le 19 mars 1944, pièce dans laquelle jouait sa femme, l'actrice Zanie Campan. Profondément affecté par la disparition de son fils, Fernand Aubier vendit le domaine de Montry et fit l'acquisition du château de Forges, à Concremiers (Indre), qu'il fit rénover: "Entre de vieilles murales féodales, il vivait non pas loin du monde, mais loin de ses bruits", écrira Maurice Boucher, rendant un dernier hommage à l'éditeur. Fernand Aubier mourut le 11 septembre 1961 dans le 13e arrondissement de Paris.

Les éditions Aubier-Montaigne furent reprises par l'une des filles de Fernand Aubier, Madeleine Aubier-Gabail (1916-2004), ancienne élève de Maurice Boucher à la Sorbonne, licenciée en allemand, anglais et lettres. Cette dernière diversifia les collections dans le sens amorcé par son père (collections bilingues, collections dédiées à la philosophie, à la théologie et aux spiritualités, études historiques et sociales, pédagogie de l'enfant): Quand Madeleine Aubier-Gabail commença à prendre le relais de son père, au milieu des années 1950, elle eut à cœur de renforcer l'image de sérieux universitaire de sa maison, notamment grâce à la "collection historique", développée par Paul Lemerle. Elle suivit de près l'édition des œuvres de Vladimir Jankélévitch ou de Jean Guitton, publia la psychanalyste Gisela Pankow et le philosophe Claude Tresmontant, découvrit l’œuvre graphique du dessinateur anglais Ralph Steadman... C'est pour Aubier-Montaigne que Samuel Beckett écrivit lui-même la version bilingue de "Paroles et musiques" (1972). En 1975, le fonds fut cédé à Flammarion, qui conserva la marque "Aubier-Montaigne" (Madeleine Aubier-Gabail resta encore quelques années à la tête d'Aubier, afin d'assurer la transition). Les archives, toujours dans les locaux du quai Conti en 1990, furent cette année-là versées au patrimoine de l'IMEC.